# Christian Kirchberg

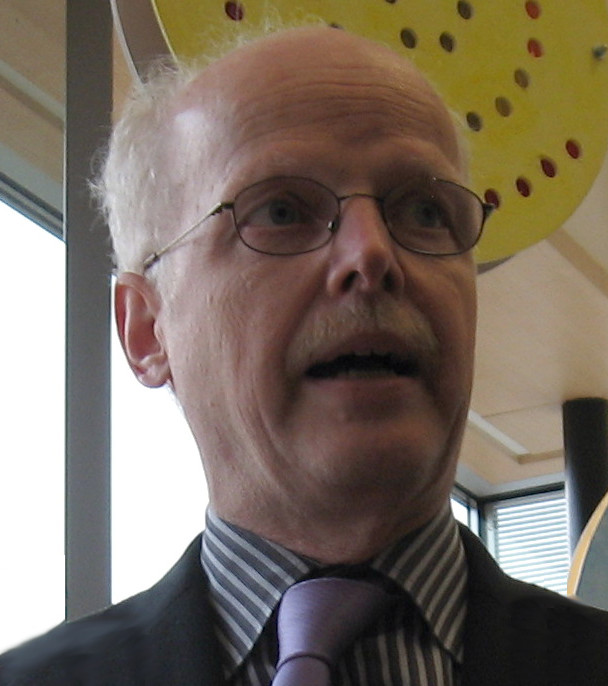
Christian Kirchberg (2008)

Christian Kirchberg (* 5. September 1947 in Berlin) ist ein deutscher Jurist.

## Leben und Werk
Kirchberg studierte in Freiburg im Breisgau und in Genf Rechtswissenschaften. Danach war er im Institut für öffentliches Recht der Universität Freiburg als wissenschaftlicher Mitarbeiter am Lehrstuhl von Martin Bullinger tätig und promovierte bei Alexander Hollerbach über den „Badischen Verwaltungsgerichtshof im Dritten Reich“. Seit 1980 ist Kirchberg als Rechtsanwalt in Karlsruhe tätig.
Kirchberg ist Fachanwalt für Verwaltungsrecht und schwerpunktmäßig in den Bereichen Verfassungsrecht, Bauplanungsrecht, Staatshaftungsrecht, Anwaltsrecht, Verwaltungsverfahren und Verwaltungsprozessrecht sowie Kommunalrecht tätig.
Im Jahr 2000 wurde er von Wolfgang Thierse beauftragt, den Deutschen Bundestag im Rechtsstreit um die CDU-Spendenaffäre zu vertreten. Er gewann in höchster Instanz vor dem Bundesverwaltungsgericht.
Kirchberg war 33 Jahre lang bis Ende 2023 Vorsitzender des Verfassungsrechtsausschusses der Bundesrechtsanwaltskammer (BRAK). In einer Anhörung der Bundesregierung zur Umsetzung der akustischen Wohnraumüberwachung kritisierte er 2005 den Gesetzesentwurf und forderte einen Verzicht auf den „Großen Lauschangriff“.
Seit 2007 ist er Honorarprofessor am Karlsruher Institut für Technologie.

## Veröffentlichungen (Auswahl)
Monographien
- Der Badische Verwaltungsgerichtshof im Dritten Reich. Eine Quellenstudie zur Justiz- und Verwaltungsgeschichte des ehemaligen Landes Baden unter dem Nationalsozialismus. Zugl.: Freiburg i.Br., Univ., Diss., 1980–1981. Duncker & Humblot, Berlin 1982, ISBN 3-428-05028-2.
- Der Fall Brender und die Aufsicht über den öffentlich-rechtlichen Rundfunk. KIT Scientific Publishing, Karlsruhe 2012, ISBN 978-3-86644-840-7. urn:nbn:de:0072-274871
- Öffentliches Medienrecht mit privatrechtlichen Bezügen. Ein Studienbuch in 12 Lektionen. 1. Auflage. Nomos, Baden-Baden 2016, ISBN 978-3-8252-4538-2.

Herausgeberschaften
- Mit Uwe Blaurock, Joachim Bornkamm (Hrsg.): Festschrift für Achim Krämer zum 70. Geburtstag am 19. September 2009. 1. Auflage. de Gruyter Recht, s. l. 2009, ISBN 978-3-89949-659-8.
- Mit Karlheinz Schlotterbeck et al. (Hrsg.): Die Städtebaurechtsnovelle 2017. Baugesetzbuch (BauGB), Baunutzungsverordnung (BauNVO), Planzeichenverordnung (PlanV) : Textausgaben mit einer Einführung. 1. Auflage. Boorberg, Stuttgart 2017, ISBN 978-3-415-06075-3.
- Mit Karlheinz Schlotterbeck et al. (Hrsg.): Städtebaurecht 2021. Baugesetzbuch – Baunutzungsverordnung – Planzeichenverordnung – Plansicherstellungsgesetz, Textausgabe mit Einführung. 2. Auflage. Richard Boorberg Verlag, Stuttgart 2021, ISBN 978-3-415-07087-5.
- Mit Stephan Wilske (Hrsg.): Perspektiven der räumlichen Planung. Festschrift für Gerd Hager. 1. Auflage. Nomos, Baden-Baden 2023, ISBN 978-3-8487-8481-3.

Weiteres
- Die Verfahrensgrundrechtsbeschwerde – Zur Diskussion über ein neues Modell zur Entlastung des Bundesverfassungsgerichts im Bericht der Benda-Kommission. In: Kritische Vierteljahresschrift für Gesetzgebung und Rechtswissenschaft. 81, Nr. 2 1998, S. 228–240.
- Zur Zukunft der Rasterfahndung. In: Computer und Recht. 23, Nr. 1 2007, S. 10–14.
- Inhaltskontrolle, Verantwortlichkeiten und Regulierung im Netz – Entwicklungen und Perspektiven. In: Die Verwaltung. 41, Nr. 4 2008, S. 511–542.
- Mitarbeit an: Heribert Johlen und Michael Oerder (Hrsg.): Münchener Anwaltshandbuch Verwaltungsrecht. 3. Auflage. Beck C H, München 2012, ISBN 978-3-406-61907-6.
- Überlange Verfahrensdauer in der Verwaltungsgerichtsbarkeit – wie wirksam ist der Rechtsschutz nach § 198 GVG? In: Deutsches Verwaltungsblatt. 130, Nr. 11 2015, S. 675–680.